# Mąka Grahama
Mąka Grahama – typ mąki pszennej z całego ziarna (typ 1850), który wziął swoją nazwę od twórcy i propagatora prezbiteriańskiego pastora Sylvestra Grahama. Według Larousse Gastronomique, Graham był zwolennikiem spożywania produktów przetworzonych w domu prostymi metodami, oraz uznawał rytuał domowego mielenia i pieczenia za najistotniejszy element wychowania społeczeństwa wolnego od nieakceptowanych przez kościół zachowań. Mąka ta została opisana w 1837 roku w publikacji Grahama Treatise on Bread and Bread-Making. 
Inaczej niż w zwykłej mące razowej, w której całe ziarno jest grubo mielone, w procesie produkcji mąki Grahama części ziarna (bielmo i zarodek) są silnie rozdrabniane. Z drobno zmielonego bielma powstaje biała mąka, do której następnie dodawane są grubo zmielone pozostałe części okrywy (otrąb). Gotowy produkt zawiera około 
83% bielma, 14,5% otrąb i 2,5% zarodków – ma taki sam skład jak całe ziarno.
Mąka Grahama używana jest do produkcji chleba, bułek oraz, ze względu na swoją specyficzną fakturę, krakersów i innych wyrobów cukierniczych.